# Oscil·lador Clapp

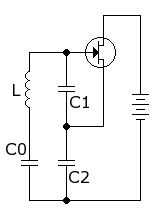
Oscil·lador Clapp.

L'oscil·lador Clapp  és similar a l'oscil·lador Seiler, amb una modificació de l'oscil·lador Colpitts, en el qual es posa un condensador en sèrie amb la bobina del circuit ressonant.
La inductància L és parcialment compensada per la reactància del condensador C0. Això permet inductàncies més elevades que eleven el factor Q (també anomenat factor de qualitat o factor de mèrit) de la bobina, el que permet al seu torn que l'oscil·lador sigui més estable i tingui una amplada de banda més estreta.
Freqüència d'oscil·lació:
{\displaystyle w_{o}={\frac {1}{\sqrt {L({\frac {C_{1}C_{2}C_{0}}{C_{1}+C_{2}+C_{0}}})}}}}
Condició arrencada perquè el circuit comenci a oscil·lar espontàniament és la següent:
- si el transistor utilitzat és un BJT:

{\displaystyle h_{f}e>{\frac {C_{2}}{C_{1}}}}
Es pot perfeccionar l'oscil·lador Clapp substituint la bobina L i el condensador Co per un cristall de quars.